# Референдум о независимости Новой Каледонии (2020)
Референдум о независимости Новой Каледонии 2020 года — второй из трёх референдумов о выходе Новой Каледонии из состава Французской Республики, предусмотренных Нумейским соглашением, подписанным между лоялистами и сепаратистами. Прошёл 4 октября 2020 года.

## Результат
По итогам референдума Новая Каледония осталась частью Франции, поскольку большинство избирателей — 53,26 % — проголосовало против её независимости. Впрочем, с момента первого референдума, прошедшего двумя годами ранее, доля сторонников отделения территории несколько возросла — в прошлый раз ответ «нет» выиграл с 56,4 % голосов. Учитывая рост сторонников независимости на более чем три процента за два года и прогнозы Института Лоуи, ожидалось, что исход в пользу сепаратистов вполне возможен на окончательном третьем референдуме, который был проведён в декабре 2021 года, но этого не произошло.